# Národní park Marojejy
Národní park Marojejy je chráněné území na severovýchodě Madagaskaru. Leží nedaleko města Andapa v regionu Sava a protéká jím řeka Androranga. Národní park má rozlohu 555 km². Leží ve stejnojmenném pohoří, které dosahuje maximální nadmořské výšky 2 132 m. Název Marojejy znamená „mnoho skal“, hory tvoří převážně žula, rula a křemen. Srážky dosahují 2 300 mm ročně a vlhkost vzduchu se pohybuje okolo 87 %. Průměrná teplota se pohybuje od 19 °C v srpnu po 25 °C v únoru.
Oblast prozkoumal po druhé světové válce francouzský botanik Jean-Henri Humbert. V roce 1952 zde byla vyhlášena rezervace se vstupem pouze na zvláštní povolení. Roku 1998 získala oblast status národního parku a byla zde povolena ekoturistika. Marojejy je ve správě asociace Madagascar National Parks. Od roku 2007 je park součástí lokality Světového dědictví nazvané Deštné lesy Atsinanana.
Na území parku bylo nalezeno 2000 druhů krytosemenných rostlin. Vegetace se mění od tropického deštného lesa v nižších partiích přes mlžný les ve výšce od 1400 do 1800 metrů až po vysokohorské křoviny. Endemitem oblasti je palma Marojejya insignis. Typickými rostlinami jsou dalbergie, aframon, dombeja, chrysalidokarpus a nohoplod. V sekundárních lesích převládá ravenala madagaskarská.
V oblasti Marojejy se nachází největší zachovaná populace kriticky ohroženého sifaky bílého. Dalšími místními poloopicemi jsou lemur šedý, avahi vlnatý a maki chvostouchý. Lesy obývá také bodlín ježkovitý, křeček tanala a myzopoda ušatá. Predátory jsou fosa, galidie proužkovaná a fanaloka. Žije zde 118 ptačích druhů, např. vanga přílbová, orlík madagaskarský, kurolec pitovitý, ledňáček chocholatý a lejskovec madagaskarský. Ke studenokrevným živočichům patří chameleon pardálí, mantela širokoprstá a gavúnek jižní.
Přírodní bohatství je ohroženo vzhledem k aktuálním poměrům na Madagaskaru, vyznačujícím se politickou nestabilitou a nekontrolovaným růstem populace. Problémem parku Marojejy je především ilegální těžba dřeva a ametystů.

## Galerie

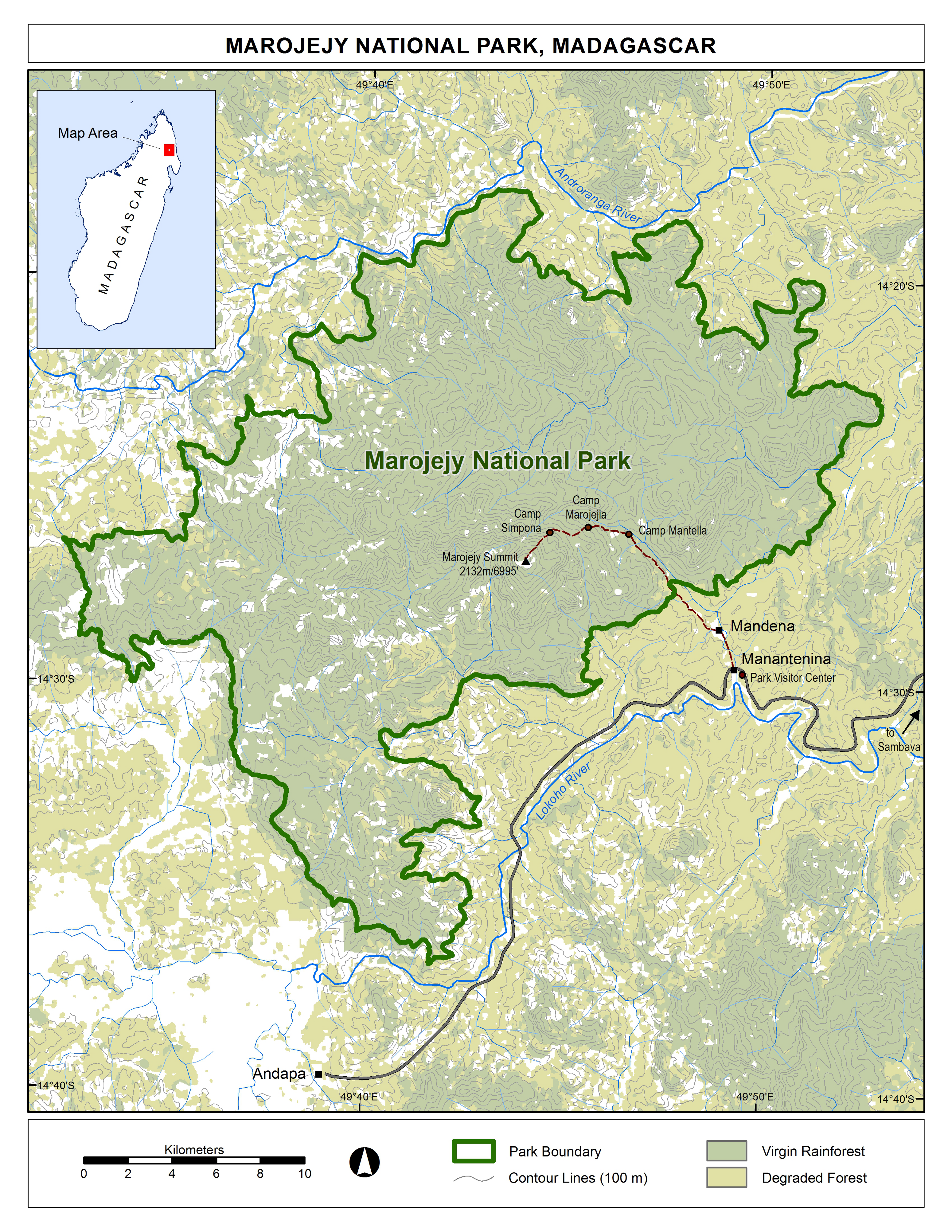
Mapa parku
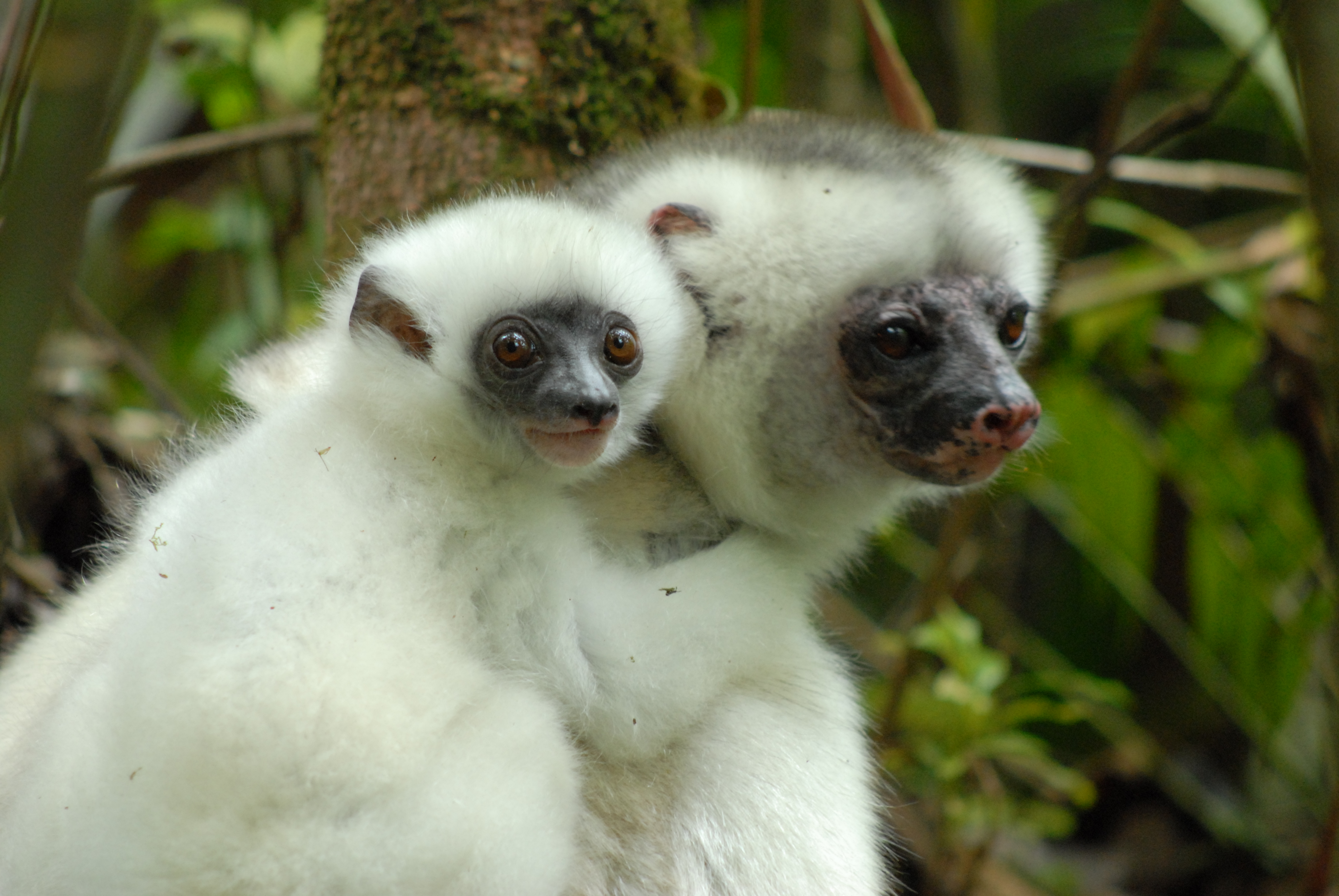
Sifaka bílý
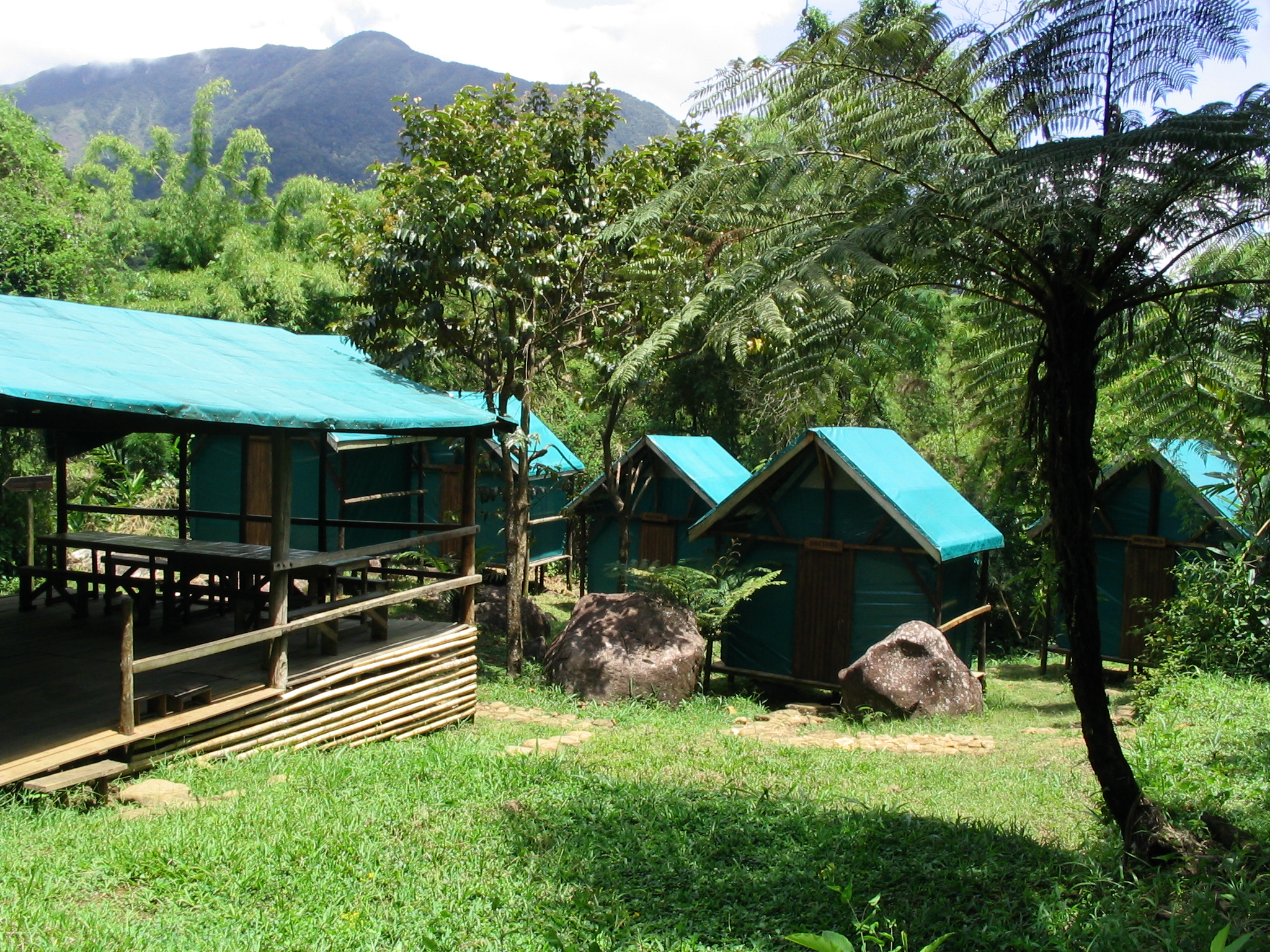
Kemp pro turisty
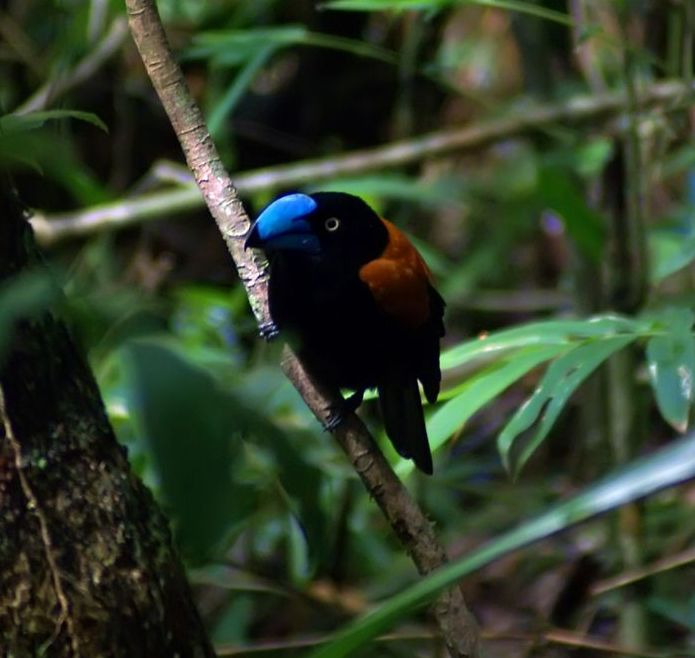
Vanga přílbová